# Торрес, Диего Игнасио
Диего Игнасио Торрес Кинтана (исп. Diego Ignacio Torres Quintana; 31 июля 1992 года, Эстасьон-Сентраль, Чили) — чилийский футболист, полузащитник клуба «Аудакс Итальяно».

## Клубная карьера
Торрес начал карьеру в клубе «Палестино». 19 мая 2012 года в матче против «Депортес Ла-Серена» он дебютировал в чилийской Примере. В начале 2013 года Торрес в поисках игровой практики был арендован клубом «Сан-Антонио Унидо». 10 марта в матче против «Депортес Вальдивия» он дебютировал в чилийской Сегунде. В этом же поединке Диего забил свой первый гол за «Сант-Антонио Унидо». После окончания аренды Торрес вернулся в «Палестино». 28 сентября 2014 года в поединке против «Депортес Икике» Диего забил свой первый гол за клуб. В 2018 году он помог завоевать Кубок Чили.
В начале 2019 года Торрес перешёл в «Аудакс Итальяно». 18 февраля в матче против «Депортес Антофагаста» он дебютировал за новую команду. 25 августа в поединке против «Курико Унидо» Диего забил свой первый гол за «Аудакс Итальяно». 

## Достижения
Клубные
 «Палестино»
- Обладатель Кубка Чили — 2018